# Didicrum clarkei
Didicrum clarkei är en tvåvingeart som först beskrevs av Satchell 1950.  Didicrum clarkei ingår i släktet Didicrum och familjen fjärilsmyggor. Inga underarter finns listade i Catalogue of Life.